# Franklin, historia de un billete
Franklin, historia de un billete es una película de suspenso policial argentina de 2022 dirigida por Lucas Vivo García Lagos. Cuenta la historia de un boxeador que deberá proteger a la mujer que ama de su antiguo jefe mafioso y juntos buscarán lograr una nueva vida lejos del crimen. Está protagonizada por Germán Palacios, Sofía Gala Castiglione y Daniel Aráoz con Joaquín Ferreira, Isabel Macedo y Cristian Salguero en papeles secundarios. La película tuvo su estreno limitado el 19 de mayo de 2022 en las salas de cine de Argentina bajo la distribución de Star Distribution.

## Sinopsis
Correa (Germán Palacios), es un boxeador retirado que pasó gran parte de su vida haciendo trabajos ilegales para Bernal (Daniel Aráoz), un mafioso y además su antiguo representante en el mundo del boxeo. Durante ese tiempo, Correo fue acusado de un asesinato por error que lo llevó a pasar tres años en la cárcel. Tiempo después, logra conseguir la libertad y recurre a Bernal, quien le ordena que debe asesinar a Rosa (Sofía Gala Castiglione), una prostituta que lastimó a uno de los policías cómplices de Bernal, sin embargo, Correa tiene una relación amorosa oculta de larga historia con la prostituta, por lo cual, decide apostar un billete de cien dólares a la quiniela para intentar multiplicar la cifra y así escapar con Rosa a Uruguay para que no los atrapen.

## Reparto
- Germán Palacios como Correa
- Sofía Gala Castiglione como Rosa
- Daniel Aráoz como Bernal
- Joaquín Ferreira como Yelmo
- Isabel Macedo como Inés
- Cristian Salguero como Rata
- Walter Donado como Parca
- Luis Ziembrowski como Bruno Sabatini
- Chucho Fernández como Fabio Sabatini
- Gustavo Pardi como Nicolás Sabatini
- Graciela Pal como Mami Sabatini
- Luis Brandoni como Padrino
- Marcelo Melingo como Roberto Moreno
- L-Gante como Tipo de la villa

## Recepción

### Comentarios de la crítica
La película recibió críticas positivas a mixtas por parte de la prensa. Diego Brodersen de Página 12 otorgó al filme una calificación de 5 puntos, diciendo que es «correcta y, como suele decirse, profesional, Franklin ofrece un relato relativamente atractivo, sin sorpresas aunque funcional a las expectativas». Por su parte, Pablo O. Scholz del periódico Clarín consideró a la cinta como «buena», resaltando que «lo vertiginoso de las situaciones hacen que en buena parte se disimule la simpleza del planteo argumental y también juega a favor del filme el peso de las actuaciones». Guillermo Courau del diario La Nación catalogó a la película como «regular», expresando que los «saltos temporales apresurados, las escenas exacerbadas de marco dramático pero con resolución humorística, una construcción dramática que por momentos se asemeja más a una serie que a un film, y una trama donde todo vale dan como resultado una película dispar, cuyos mejores recursos están en el trío protagonista». En una reseña para el sitio web Otros cines, Ezequiel Boetti escribió que «Franklin, historia de un billete es un thriller que por momentos funciona por acumulación antes que por sedimentación, incluyendo varios personajes poco desarrollados y cuya pertinencia narrativa tiende a ser nula» y  «da como un resultado un film atrapante que, como su protagonista, apuesta un pleno, en este caso, a sostener la tensión durante 80 minutos a como dé lugar».
Por otro lado, Marcelo Cafferata del portal Ludico News destacó que «García Lagos combina buenos rubros técnicos (donde sobresale una notable edición y una cuidada fotografía) con algunas interesantes escenas de persecución», mientras que «los actores a cargo de los tres protagónicos principales, Germán Palacios, Sofía Gala Castiglione y Daniel Aráoz, componen personajes muy creíbles». Catalina Dlugi en su portal valoró que es «un film que amarra al espectador en sus contundentes 80 minutos» y cuenta con «grandes trabajos de Sofía Gala Castiglione y Germán Palacios como la pareja protagónica».